# Confederación Panamericana de Billar
| Confederación Panamericana de Billar |                                 |
| |                                 |
| Verbandsdaten |                                 |
| Gründung | 13. September 1988 (1954)       |
| Disziplinen | Karambolage Poolbillard Snooker |
| Präsident | Carlos Rivera                   |
| Vizepräsidenten | Carlos Izquierdo                |
| Generalsekretär | Francisco F. S. Lofruscio       |
| Schatzmeister | Mario Caccerei                  |
| Mitglieder | 21                              |
| Kontakt |                                 |
| Repräsentation | Estadio Nacional Mateo Flores   |
| Anschrift | Palco Central zona 5            |
| URL | http://www.cpbillar.net         |
| Stand: Sept. 2019 |                                 |
| Entwicklung der Amerikanischen Mitgliedsstaaten„Confederación Suramericana de Billar“ (CSB, 1954 – Südamerika)„Confederación Latinoamericana de Billar“ (CLB, 1977 – Lateinamerika)Confederación Panamericana de Billar (CPB, 1988 – Panamerika) |                                 |

Die Confederación Panamericana de Billar (CPB) ist der 1988 gegründete amerikanische Dachverband des Billardsports und den Weltverbänden Union Mondiale de Billard (UMB) und World Pool-Billiard Association (WPA) angegliedert. Sie hat ihren Sitz in Guatemala. Die Vorgängerverbände hießen Confederación Suramericana de Billar (CSB, 1954) und Confederación Latinoamericana de Billar (CLB, 1977).
Sie ist für die Ausrichtung der in Amerika ausgetragenen Internationalen Turniere verantwortlich. Die CPB hat zurzeit 21 Mitglieder die für die Ausrichtung auf der jeweiligen nationalen Ebene (Landesmeisterschaften etc.) verantwortlich sind.

## Geschichte
Bis in die Nachkriegszeit hinein gab es keine Kontinentalverbände zur Organisation von Turnieren etc. Diese Aufgabe wurde bis dahin vom damaligen französisch dominierten Weltverband Union Internationale des Fédérations des Amateurs de Billard (UIFAB) übernommen. Ebenso wie die europäischen Nationalverbände fühlte man sich bevormundet und „ferngesteuert“, erst Recht in Südamerika. So schlossen sich die südamerikanischen Nationalverbände von Argentinien, Bolivien, Uruguay, Kolumbien Ecuador, Peru und Chile 1954 in Buenos Aires zunächst zur „Confederación Suramericana de Billar“ (CSB) zusammen. Am 1. Juni 1954 war die CSB Gründungsmitglied der Union Mondiale de Billard (UMB). 1977 wurde der Name in „Confederación Latinoamericana de Billar“ (CLB) geändert, im November richtete er in Mexiko seinen ersten kontinentalen Wettbewerb im Dreiband aus. Aber auch Meisterschaften in der Freien Partie und Cadre wurden organisiert. In Uruguay und Argentinien wurde das „Casín“- oder „Loque“-Billard immer beliebter, später wurde es in Cinco Quillas (5-Kegel-Billard) umbenannt und Turniere ausgerichtet. Bisher waren die USA und Kanada nicht Teil des (Halb-)Kontinentalverbandes. Auf Anregung und Initiative von Patricio Cevallos aus Ecuador wollte man dies ändern und einen einzigen Dachverband für Amerika einrichten. Am 13. September 1988 wurde dazu in Quito, Ecuador eine Generalversammlung einberufen und die Confederación Panamericana de Billar (CPB) gegründet. Folgende Nationen waren bei der Gründungsversammlung vertreten:
- Argentinien
- Ecuador
- Brasilien
- Peru
- Uruguay
- Mexiko
- Chile
- Kolumbien
- Brasilien
- Venezuela
- Costa Rica
- Panama
- Nicaragua

Unter der Präsidentschaft von Victor Robayo aus Venezuela wurde 1999 in Panama-Stadt das Gründungsgesetz und die Statuten der CPB geschaffen und die Organisation wurde gesetzlich eingetragen. Im Jahr 2000 trat die CPB in Las Vegas der World Pool-Billiard Association (WPBA) bei. Mit Aruba, den Niederländischen Antillen, Puerto Rico und  Honduras wuchs die Mitgliederanzahl auf 17 an.

## Mitglieder
- FAAB – Federación Argentina de Aficionados al Billar [3]
- ???? – Federación Aruba [3]
- ???? – Federación Bonaire [3]
- FBB0 – Federación Bolivia [3]
- CBBS – Confederación Brasilera de Billar y Sinuca [3]
- CBSA – Canadian Billiards & Snooker Association [3]
- FCJB – Federación Chilena de Juegos de Billar[3]
- FCB0 – Federación Colombiana de Billar [3]
- FCRB – Federación Costarricense de Billar [3]
- FCRB – Federación Curacao [3]
- FEB0 – Federación Ecuatoriana de Billar [3]
- ANBG – Asociación Nacional de Billar de Guatemala [3]
- FHB0 – Federación Hondureña de Billar [3]
- FMB0 – Federación Mexicana de Billar [3]
- FNB0 – Federación Nicaragüense de Billar [3]
- FPB? – Federación Panameña de Billar [3]
- FPB? – Federación Peruana de Billar [3]
- FDB0 – Federación Dominica de Billar [3]
- FBU0 – Federación de Billar del Uruguay [3]
- ACS0 – American Cuesports Alliance [3]
- FVB0 – Federación Venezolana de Billar  [3]